# Günter Kaindlstorfer

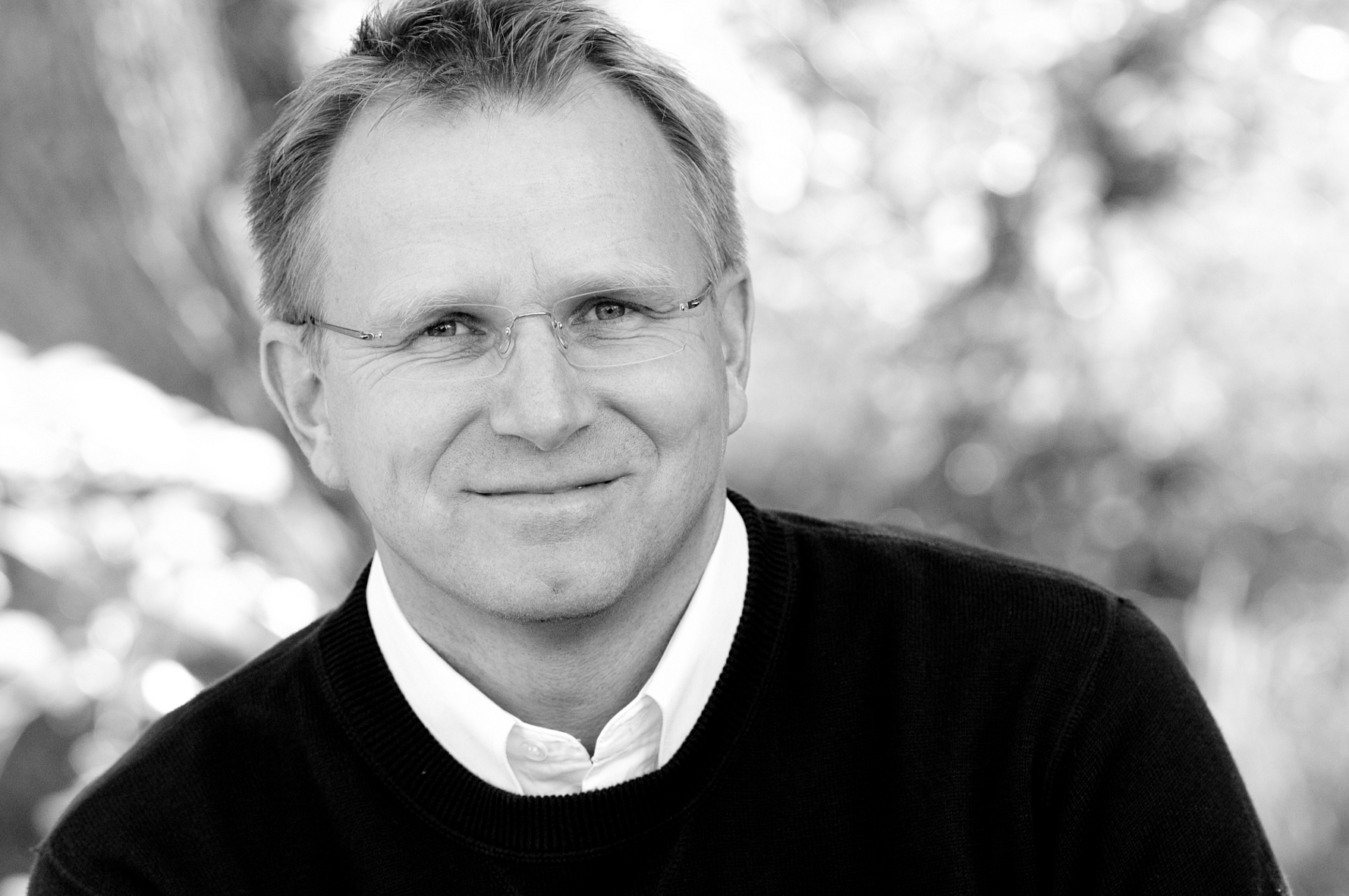
Günter Kaindlstorfer (2010)

Günter Kaindlstorfer (* 11. Juli 1963 in Bad Ischl) ist ein österreichischer Literaturkritiker, Fernsehmoderator, Schriftsteller und Journalist.

## Leben
Kaindlstorfer, in Bad Ischl geboren und in Wels aufgewachsen, begann seine journalistische Laufbahn 1984 bei der Wiener Zeitung. Ab 1985 leitete er das Wochenend-Feuilleton der Arbeiter-Zeitung (AZ). Nach der Einstellung der AZ 1991 wechselte er in die Wochenendbeilage Spectrum der Tageszeitung Die Presse. 1992 wurde er Kulturredakteur des Hörfunkprogramms Österreich 1 (Ö1). Daneben begann er 1999 auch für das ORF-Fernsehen zu arbeiten.
Kaindlstorfer war viele Jahre lang als Beitragsgestalter für die Nachrichtensendung Zeit im Bild, die TV-Magazine Kulturzeit (3sat) und Treffpunkt Kultur (ORF) sowie als Moderator der Fernsehsendung Kreuz und Quer (ORF 2) tätig.
Darüber hinaus war er Initiator der ORF-Bestenliste. Neben seiner Tätigkeit als Kultur- und Wissenschaftsjournalist für den ORF ist er auch als Kulturkorrespondent für den Deutschlandfunk, den BR, den SWR, den WDR und das Schweizer Radio SRF tätig. Zwischen 2008 und 2011 war er außerdem offizieller Stadionsprecher der österreichischen Schriftsteller-Fußball-Nationalmannschaft. Kaindlstorfer ist Anhänger des Fußballklubs Austria Wien und der Fivers Margareten, eines traditionsreichen Handballvereins aus dem fünften Wiener Gemeindebezirk.
Seit 2010 ist er unter dem Pseudonym Günter Wels auch als Schriftsteller tätig. Sein Roman Edelweiß rangierte im Dezember 2018 auf Platz 2 der ORF-Bestenliste. Der Roman wurde überdies für den Literaturpreis der Europäischen Union nominiert. Von 2011 bis 2024 war er Programmchef der Buchmesse Buch Wien. Kaindlstorfer lebt in Wien, Bad Ischl und Wels.
Die von Kaindlstorfer für den Radiosender Österreich 1 gestalteten Sendungen Die Ekstatiker Gottes. Warum evangelikale Bewegungen weltweit expandieren (2021) und Der Erfolg evangelikaler Bewegungen. „Ekstatisch und asketisch“ – Warum evangelikale Bewegungen so erfolgreich sind (2022) stießen auf kritische Reaktionen seitens österreichischer Methodisten und Freikirchen. Die Kritiker wiesen darauf hin, dass sie durch mehrmalige Erwähnung mit einbezogen würden, aber dem vermittelten Bild von Evangelikalen nicht entsprächen, und dass die präsentierten Beispiele „fast ausschließlich auf extreme Ränder“ zielten und es daher nicht gerechtfertigt sei, daraus Aussagen über „die Evangelikalen“ abzuleiten.

## Werke
Radio-Features (Auswahl)
- Da war ich a bissel a Weltsensation – Der frühere Fußball-Profi Hans Menasse erzählt aus seinem Leben (Österreich 1, Hörbilder, 2001)
- Das Rätsel Hitler – Warum der NS-Diktator bis heute fasziniert (Österreich 1, Radiokolleg, 2003)
- Was macht den Mann zum Mann? – Die Frauenbewegung des 20. Jahrhunderts hat ‚Die heilige Ordnung der Männer‘ gestürzt (Österreich 1, Radiokolleg, 2004)
- Erschieß ma’s gleich do – Der Aufstand der österreichischen Nazis im Ausseerland – Der Juli 1934 und die Folgen – Eine Rekonstruktion (Österreich 1, Hörbilder, 2004)
- Guten Morgen, die Madln! Servas, die Buam! – Auf den Spuren der österreichischen Rundfunklegende Heinz Conrads (Österreich 1, Hörbilder, 2004)
- Ich bin den weiten Weg gegangen – Hildegard Knef und ihre Karrieren (Österreich 1, Hörbilder, 2005)
- Schellacks und Schellacks und Schellacks – Die Hörfunklegende Günther Schifter und die goldenen Jahre des Swing – Ein Porträt (Österreich 1, Hörbilder, 2007)
- Zen oder die Kunst, um 5.30 Uhr aufzustehen – Ein Erfahrungsbericht (Österreich 1, Hörbilder, 2007)
- Haider – Ein kollektiver Abgesang (Österreich 1, Hörbilder, 2009)
- Zwanz’g z’quetschte Zwutschkerlzwetschken – Warum Deutsche und Österreicher nicht zusammenpassen (Österreich 1, Hörbilder, 2010)
- Der Freiheit einer Gasse – Der Wiener Journalist Benjamin Kewall und sein Revolutionstagebuch aus dem Jahr 1848 (Österreich 1, Hörbilder, 2012)
- Special Agent Miller – Wie der Wiener Jude Alfred Müller zum ‚Inglourious Basterd‘ wurde (Österreich 1, Hörbilder, 2013)
- Verehrt in alle Ewigkeit – Die Metamorphosen des Frank Sinatra (Österreich 1, Hörbilder, 2015)
- Die Philosophie der Neuen Rechten – Von Carl Schmitt bis Antonio Gramsci: Woraus sich Europas Rechtsradikale ihr neo-völkisches Weltbild zusammenbasteln (Österreich 1, Salzburger Nachtstudio, 2017)
- Staudingergasse 6 – Alltag an einer Wiener Brennpunktschule (Österreich 1, Hörbilder, 2018)
- Die totale Verschwörung – Warum so viele Menschen an das große Impf-Komplott, die teuflischen Absichten von Bill Gates und die Flache-Erde-Theorie glauben (Österreich 1, Hörbilder, 2021)
- Anton Kaindlstorfer – Eine Karriere – Wie mein Großvater, der Balzac- und Dostojewski-Leser, zum NSDAP-Ortsgruppenleiter von Bad Ischl wurde und was das für mich bedeutet (Österreich 1, Hörbilder, 2022)
- Du hast ja nicht einmal deinem eigenen Bruder trauen können - Resi Pesendorfer und die Widerstandsbewegung im Salzkammergut (Österreich 1, Hörbilder, 2024)
- Der Mahardscha der Tasten - Oscar Peterson - Einer der letzten Giganten des Jazz (Österreich 1, Hörbilder, 2025)

Fernsehfilme (Auswahl)
- Wer hat Angst vor Elfriede J.? – Ein Porträt der Literaturnobelpreisträgerin Elfriede Jelinek (55 Minuten, ORF, 2004)
- Der König von Absurdistan – Im Reich des Dichters Franzobel – Eine Audienz (55 Minuten, ORF 2007)
- Das Ende der Intimität – Wie Youtube und die Angst vor dem Terror unsere Welt verändern, (45 Minuten, ORF, 2007)
- Revolte, Aufbruch, Revolution – 68 und die Kirchen, (52 Minuten, ORF, 2008)
- Die Arbeitslosen von Marienthal, (52 Minuten, 3sat, 2009)
- Die Macht der Bilder – Lüge und Propaganda im Ersten Weltkrieg, (52 Minuten, ORF und 3sat, 2014)
- Die Ringstraße – Trilogie eines Boulevards, (3 × 52 Minuten, ORF und 3sat, 2015)
- Die Zauberin von Oz – Ein Porträt der Schriftstellerin Marjana Gaponenko (45 Minuten, 3sat, 2019)
- Berge, Seen und Partisanen - Eine politische Geschichte des Salzkammerguts (45 Minuten, 3sat, 2024)

Bücher
- Maitage, Erzählungen, Czernin 2010, ISBN 978-3-7076-0325-5
- Edelweiß, Roman, Czernin 2018, ISBN 978-3-7076-0645-4

## Auszeichnungen
- 2013: Radiopreis der Erwachsenenbildung Österreich
- 2013: Featurepreis der Stiftung Radio Basel
- 2014: Inge-Morath-Preis für Wissenschafts-Publizistik
- 2019: Elfriede-Grünberg-Preis
- 2023: Journalist des Jahres: Kulturjournalist des Jahres[7]